# Glenea sumatrana
Glenea sumatrana là một loài bọ cánh cứng trong họ Cerambycidae.